# Жаклін Бадран
Жаклін Бадран (фр. Jacqueline Badran; нар. 12 листопада 1961, Сідней, Австралія) — швейцарська політикиня, член Соціалістичної партії, яка має подвійне громадянство Швейцарії та Австралії. Вона є членом Національної ради від кантону Цюрих з 2011 року.

## Біографія

### Ранні роки та освіта
Жаклін Бадран народилася 12 листопада 1961 року в Сіднеї, Австралія. Її батько був ліванським бізнесменом християнського віросповідання, який емігрував до Австралії у 1920-х роках і заснував власну текстильну компанію. Її мати мала подвійне німецько-швейцарське громадянство. Сім'я переїхала до Цюриха 1966 року. Батько, відчуваючи себе неприйнятим у Швейцарії, повернувся до Лівану 1973 року, де згодом помер, втративши свій статок під час громадянської війни.
1980 року Жаклін Бадран отримала атестат зрілості та провела два роки в Австралії, працюючи на кінній фермі та на будівельних майданчиках. Після повернення до Цюриха 1982 року вона вступила до Цюрихського університету на факультет біології, де фінансувала навчання випадковими підробітками, працюючи інструкторкою з лижного спорту та швейцаром у кінотеатрі. Після кількох років роботи в галузі охорони природи та страхування, вона здобула другу вищу освіту з економіки та політології в Університеті Санкт-Галлена (1994—1997).

### Професійна діяльність
Після навчання в Санкт-Галлені вона працювала в державному управлінні, спочатку в управлінні економічного розвитку кантону Санкт-Галлен, а потім у фінансовій адміністрації кантону Цюрих. 2000 року Жаклін Бадран разом із двома партнерами заснувала компанію Zeix AG, що спеціалізується на ІТ та дизайні, орієнтованому на користувача.

### Особисте життя та виживання у катастрофах
Жаклін Бадран одружена з Віктором Кемпером Бадраном, колишнім голландським велосипедним кур'єром та бухгалтером, з яким познайомилася під час навчання в Цюрихському університеті. Вони живуть у Цюриху, в районі Віпкінген з 2006 року.
Дітей не мають.
Її життя відзначене низкою надзвичайних подій, які вона пережила:
У віці 3 років вона ледве не втопилася в Тічино.
У дитинстві дивом уникла падіння з 15-метрового балкона.
1993 року її поховала лавина в Енгадіні, з якої вона змогла вибратися сама.
У листопаді 2001 року вона була на борту літака рейсу Crossair 3597, який розбився поблизу Бассерсдорфа. Жаклін та її діловий партнер дивом вижили, перемістившись у задню частину літака, тоді як усі інші пасажири у їхньому початковому ряду загинули.
У лютому 2014 року вона отримала перелом черепа під час уроку танців.
Вона професійно грала у баскетбол протягом багатьох років, зокрема в Національній лізі B, де стала найкращим бомбардиром у свій останній рік.

## Політична кар'єра
Жаклін Бадран почала цікавитися політикою у 18 років, під час молодіжних повстань у Цюриху. 1992 року вона вступила до Соціал-демократичної партії.
Муніципальний рівень:
2002 року її було обрано до законодавчого органу міста Цюрих, де вона засідала до 2011 року, працюючи в аудиторському комітеті та комісії з міського розвитку. Вона також багато років була членом кантонального виконавчого комітету партії та боролася проти проєкту стадіону «Гардтурм».
Національний рівень:
2011 року її було обрано до Національної ради, а згодом переобрано у 2015, 2019 та 2023 роках.
На виборах 2023 року вона отримала найбільше голосів у країні серед кандидатів своєї партії, а також найбільшу кількість «голосів змішування» (коли виборці голосують за кандидата поза його партійним списком) у своєму кантоні.
З 2020 року вона обіймає посаду віце-президента Соціал-демократичної партії Швейцарії.

## Ключові напрями роботи
Вона відома своєю боротьбою за збереження закону «Lex Koller», який обмежує придбання нерухомості іноземцями. Також активно займається питаннями житла, рівності в нерухомості та податковими питаннями. Вона була членом Комісії з питань навколишнього середовища та енергетики (до 2018 р.), а згодом — Комісії з питань економіки та Комісії з питань зовнішньої політики.
У квітні 2021 року вона оголосила про свою кандидатуру на виборах до Державної ради Цюриха, але через місяць зняла її.